# Рязанский музей дальней авиации
Музей дальней авиации — тематический музейный и выставочный комплекс, расположенный на территории 43-го центра боевого применения и переучивания лётного состава (авиационного персонала дальней авиации) (Дягилево, Рязань). Экспозиция комплекса объединяет большое количество предметов и объектов, связанных с историей развития и применения военной авиации СССР и Российской Федерации включая отечественные боевые самолёты, образцы их вооружения и оборудования, военную форму, экипировку, личные вещи и награды выдающихся лётчиков, документы, карты, фотоматериалы и т.д. За годы существования музея было проведено более 6000 экскурсий, а количество посетителей превысило 120 тысяч человек.

## История
Музей был создан по инициативе преподавателя 43-го Центра боевой подготовки подполковника Ермакова Юлия Николаевича. Данная инициатива была одобрена Командующим Дальней авиацией Советского Союза генерал-полковником Решетниковым В.В. и начальником политотдела Дальней авиации генерал-лейтенантом Малиновским Н.Ф. По приказу Командующего Дальней авиацией №058 от 16 июня 1974г была создана инициативная группа в составе полковника Михеева В.П., подполковника Нехаева А.А., майора Ермакова Ю.Н. и майора Каюрина И.В., которым для осуществления всего объёма работ был выделен личный состав высокой квалификации.
Открытие музейного комплекса состоялось 29 апреля 1975 года и было приурочено к 30-й годовщине победы советского народа в Великой Отечественной войне. Первым заведующим и экскурсоводом стал подполковник Ермаков Ю.Н..
В соответствии с Директивой Министра обороны Российской Федерации от 4 июня 2009 года Д-024 в ходе оптимизации организационной структуры воинских частей музей Дальней авиации выведен из штатов 43-го Центра боевой подготовки, а его сотрудники уволены. Тем не менее, музей Дальней авиации продолжил работу на общественных началах.

## Экспонаты
- Бомбардировщики М-4, Ту-16, Ту-22М2, Ту-95К, дальний разведчик Ту-16Р и др.
- Крылатые ракеты Х-20, Х-22, противокорабельные КСР-2 и др.
- Авиабомбы ФАБ-1500, ФАБ-3000, ФАБ-9000 и др.
- Авиационные пушки, пулемёты, бомбардировочные прицелы, станции помех и т.д.[2]

## Заведующие
- 1975–1982: подполковник Юлий Николаевич Ермаков ,
- 1982–1996: полковник Леонид Леонидович Фёдоров,
- 1996–2008: полковник Иван Александрович Щербаков
- с 4 июня 2008: полковник Михаил Ефимович Пальваль[1]..

## Галерея

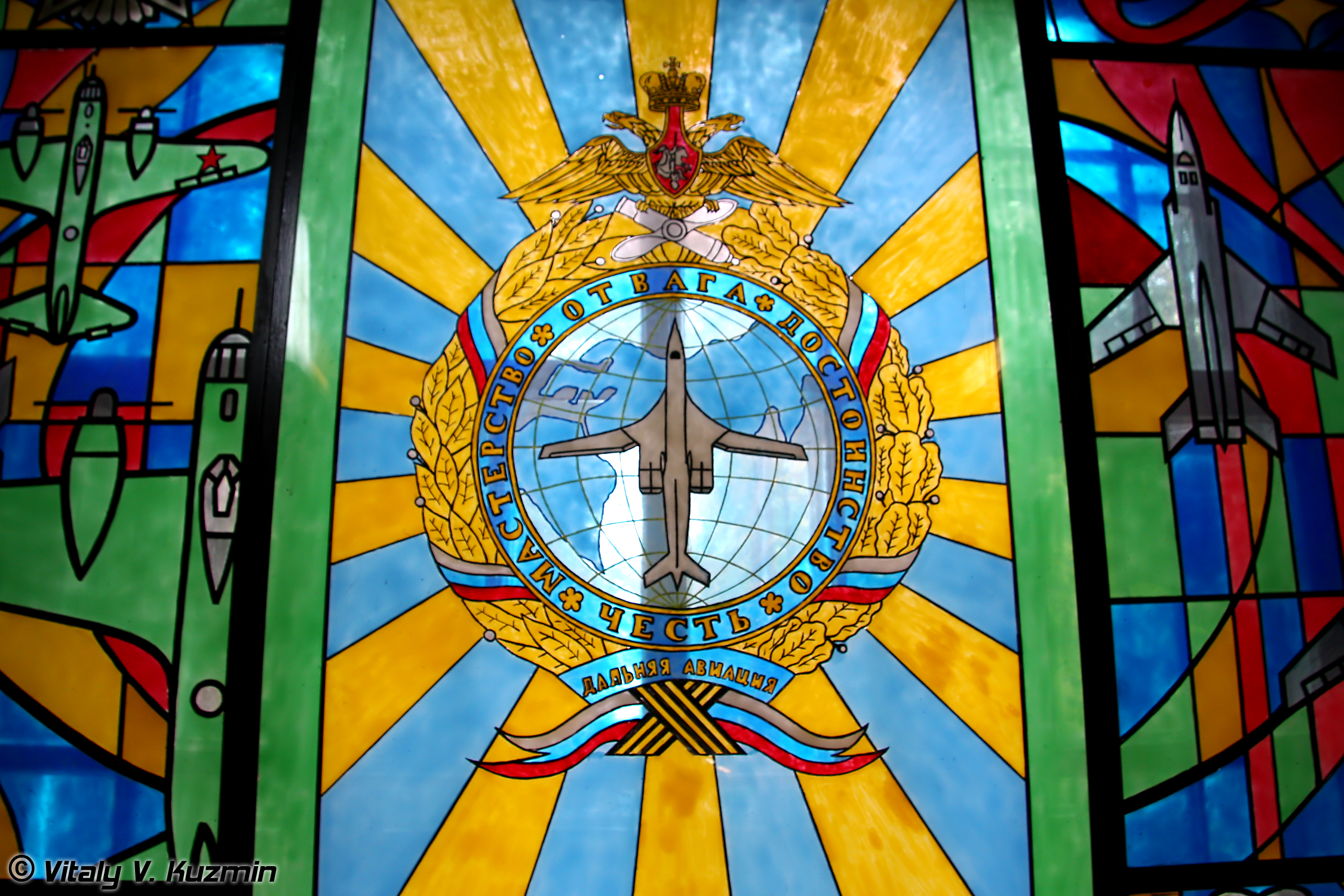
Расписные окна на входе в музей
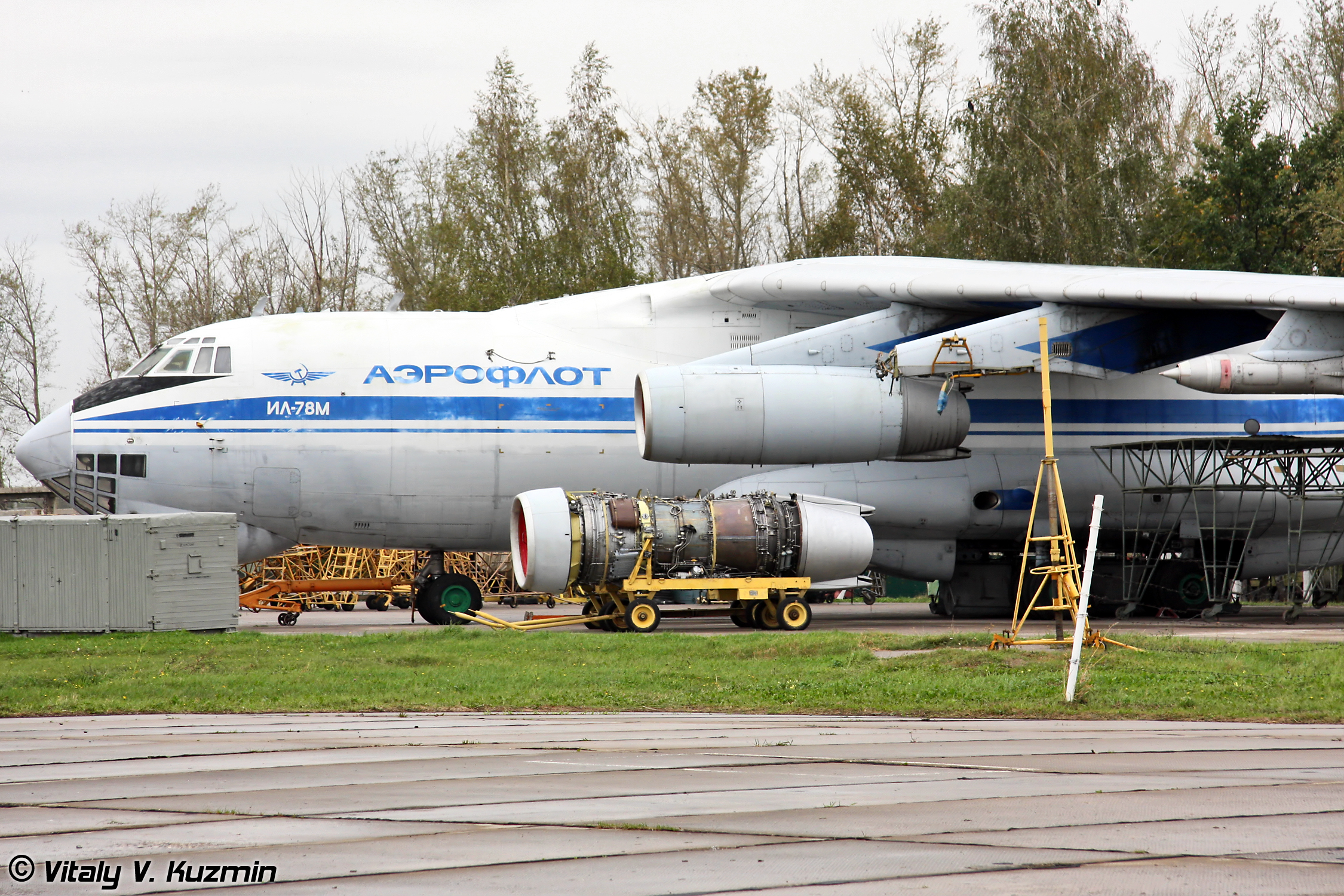
Ил-76
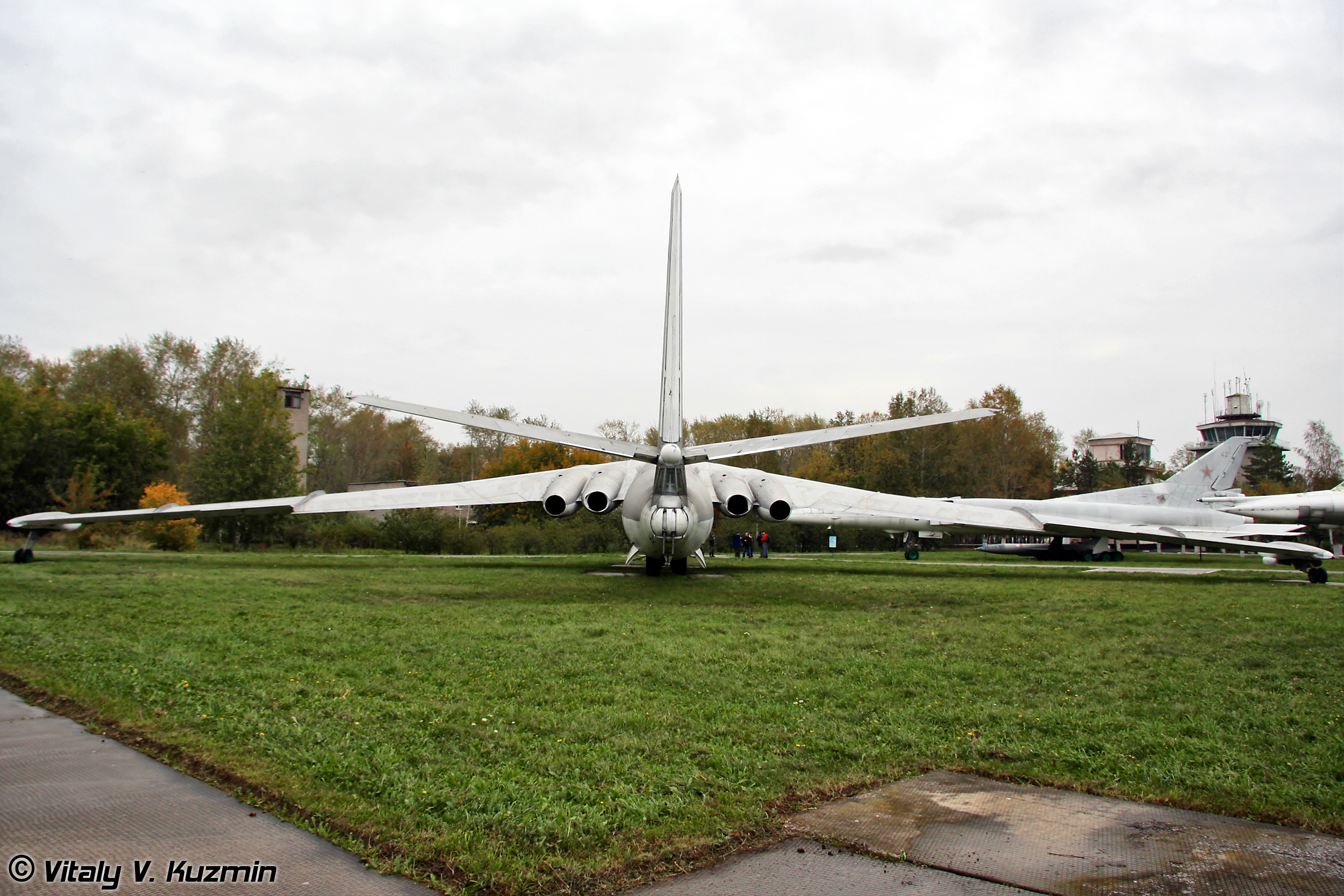
Самолет-заправщик М-4-2
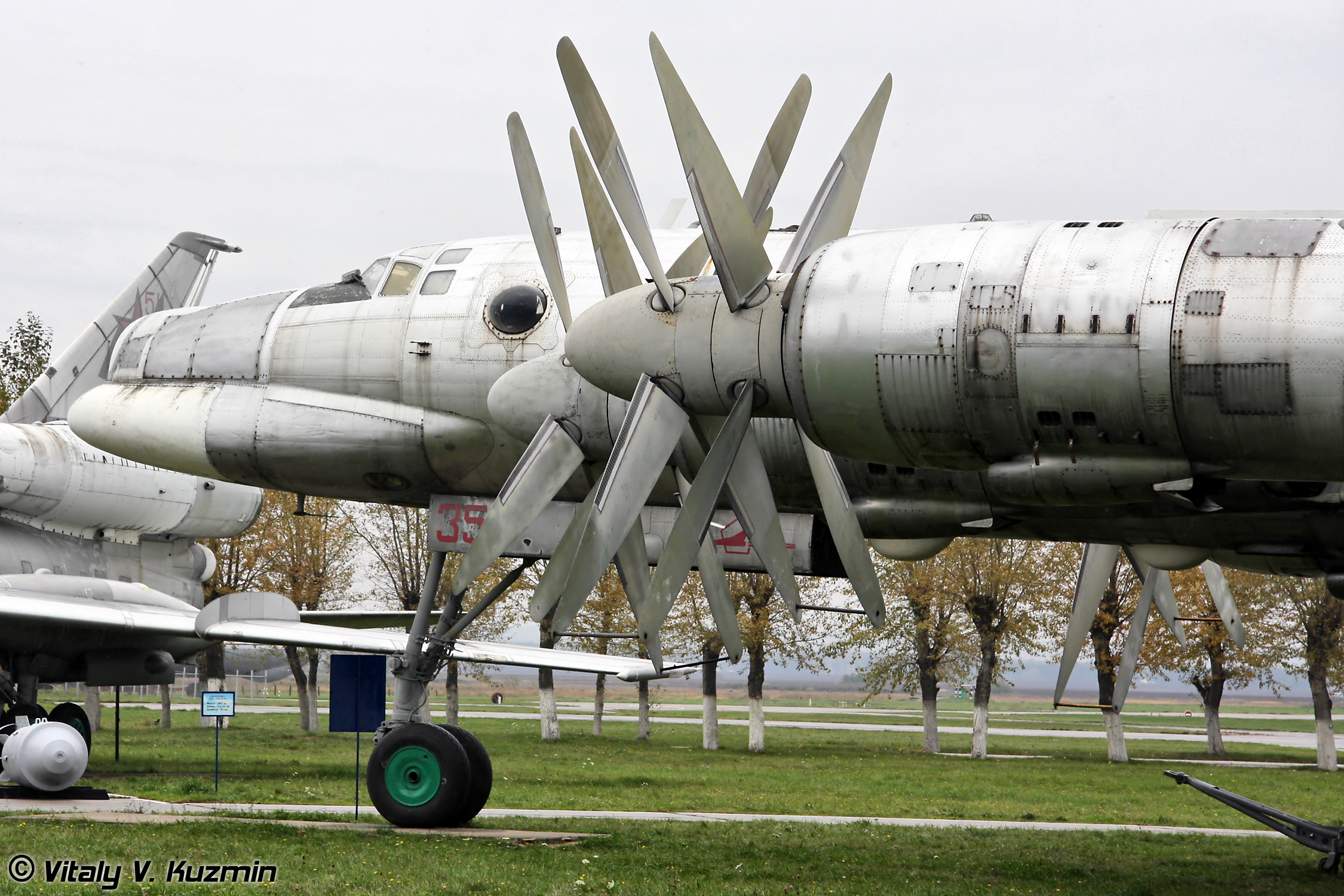
Ту-95К-20
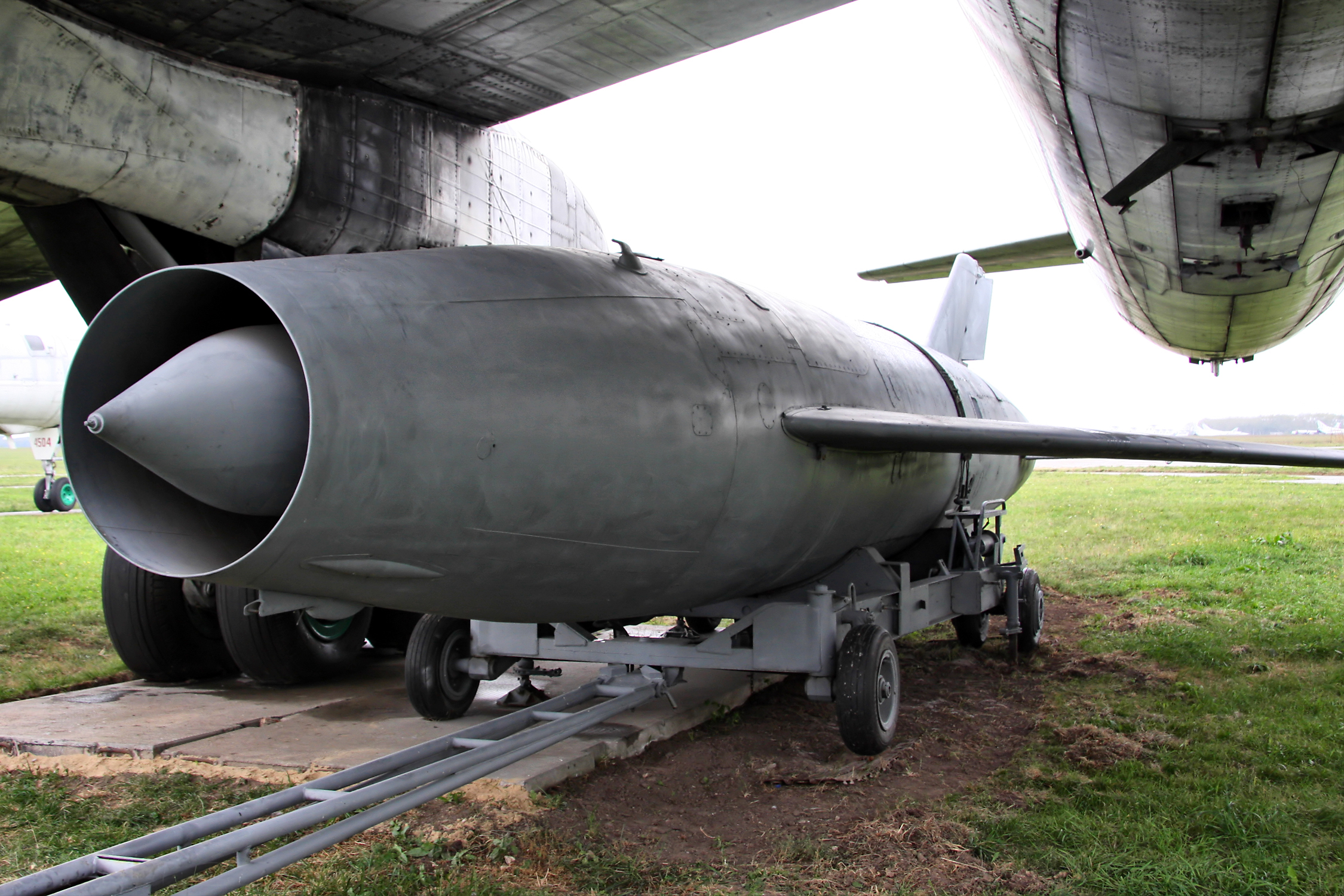
Авиационная крылатая ракета Х-20М
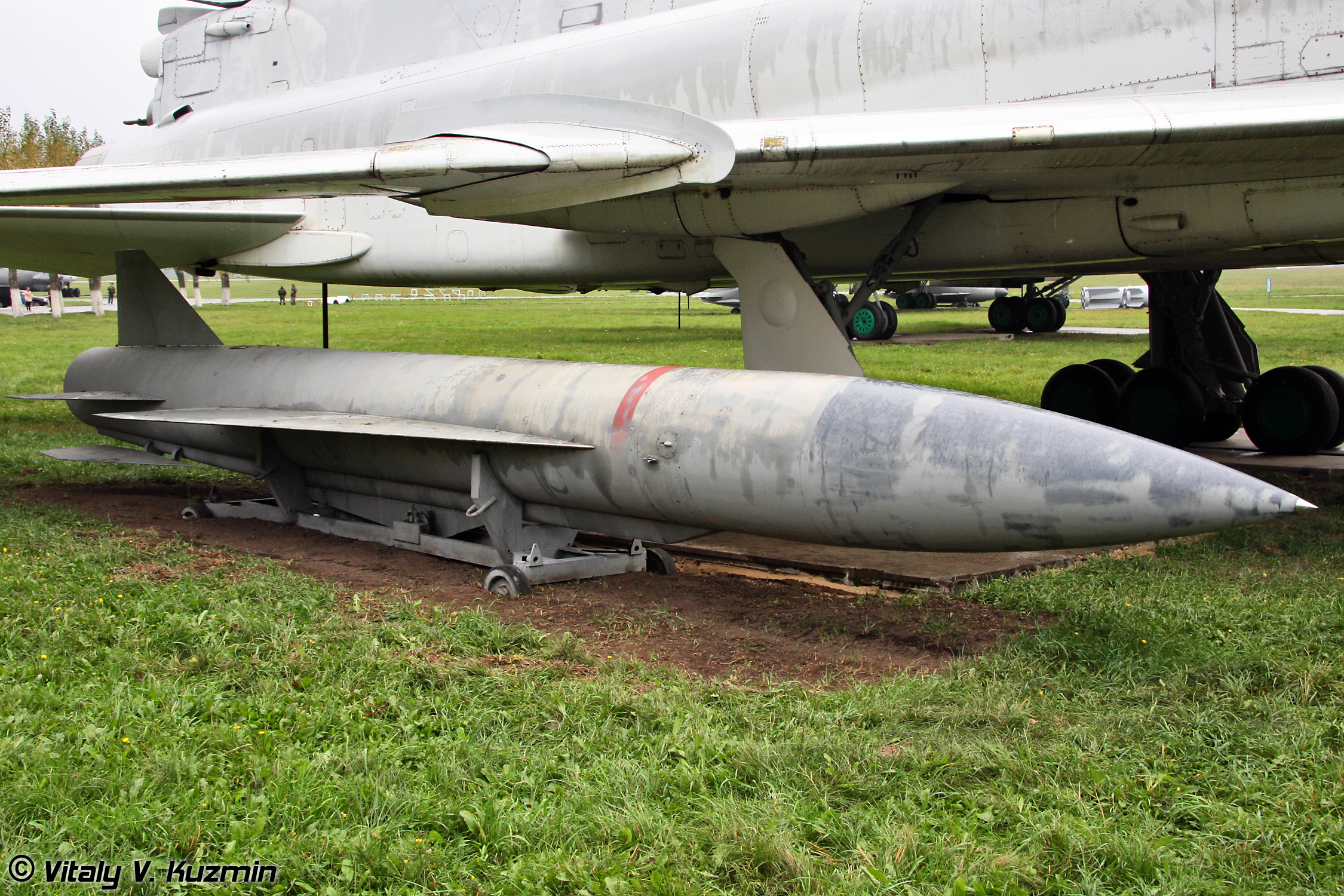
Х-22
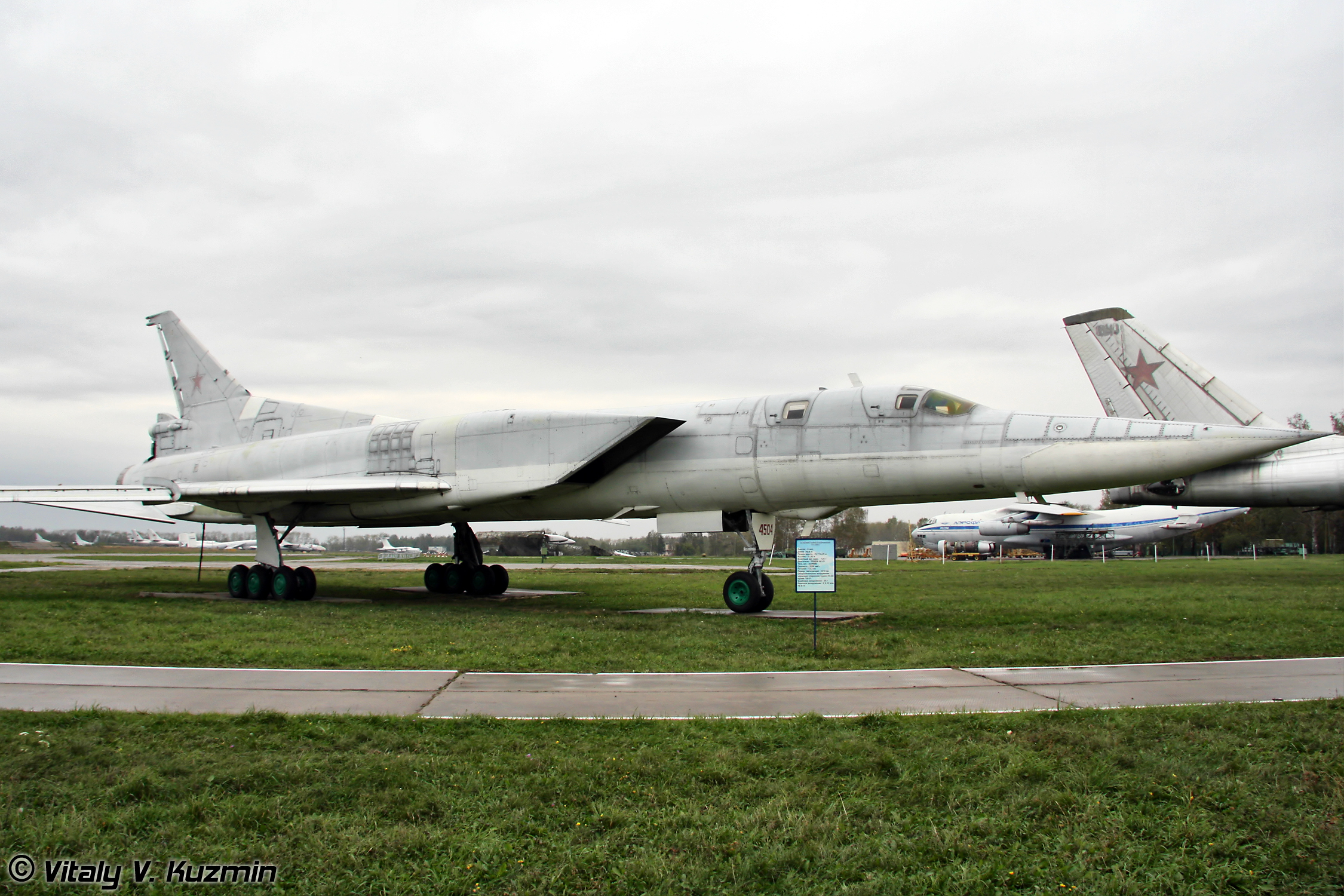
Ту-22М3
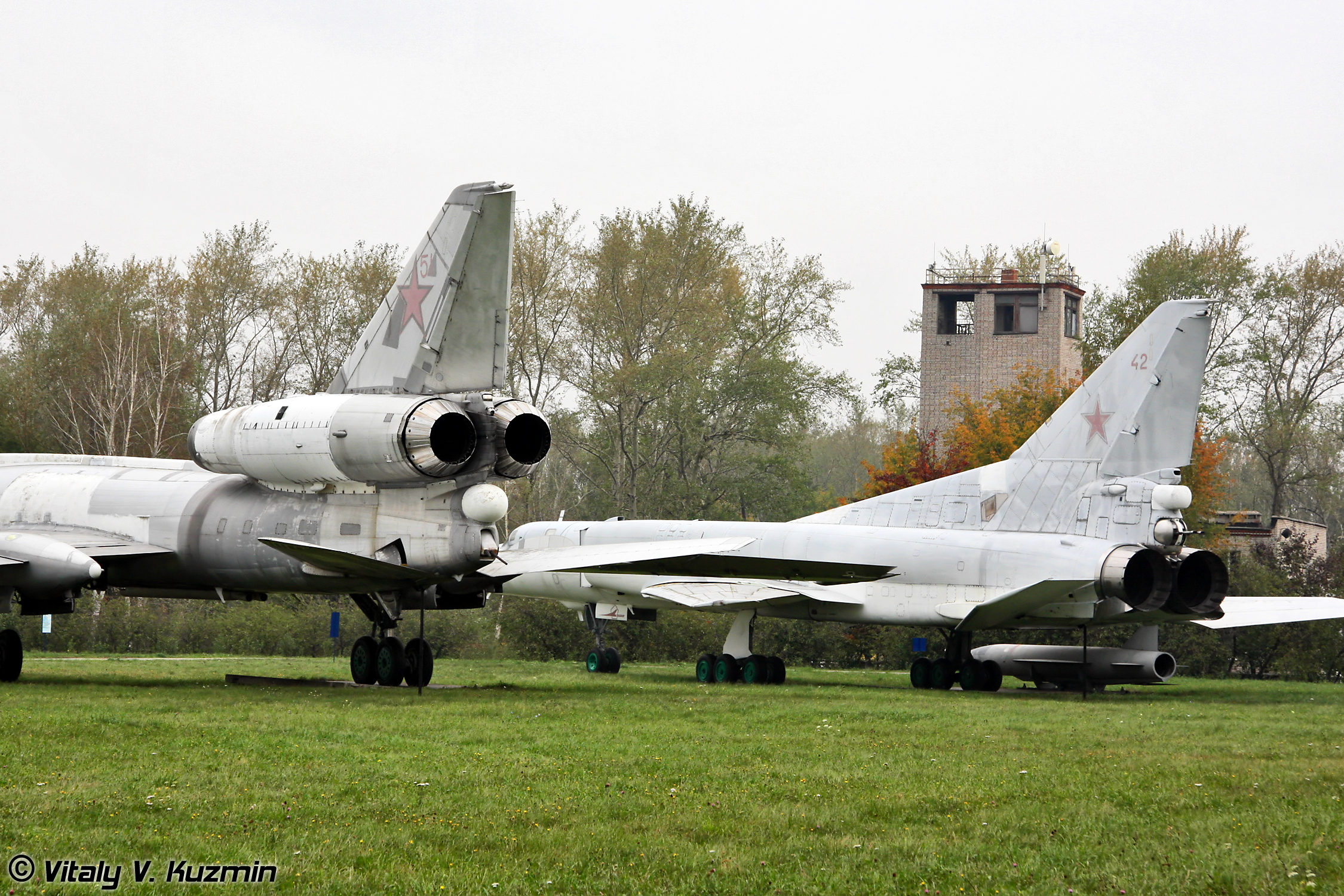
Ту-22М2 и Ту-22ПД
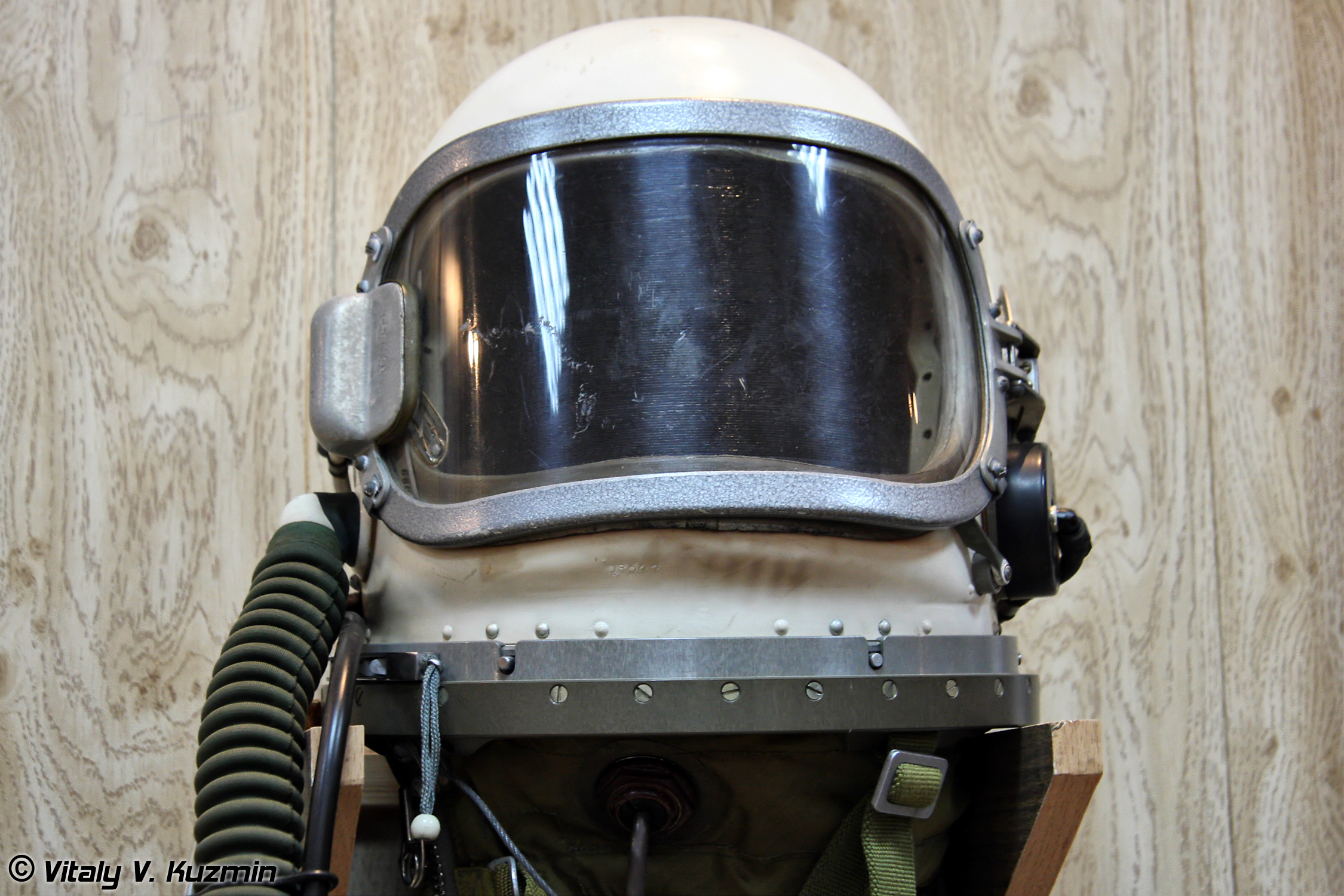
Гермошлем генерала армии Дейнекина П.С.
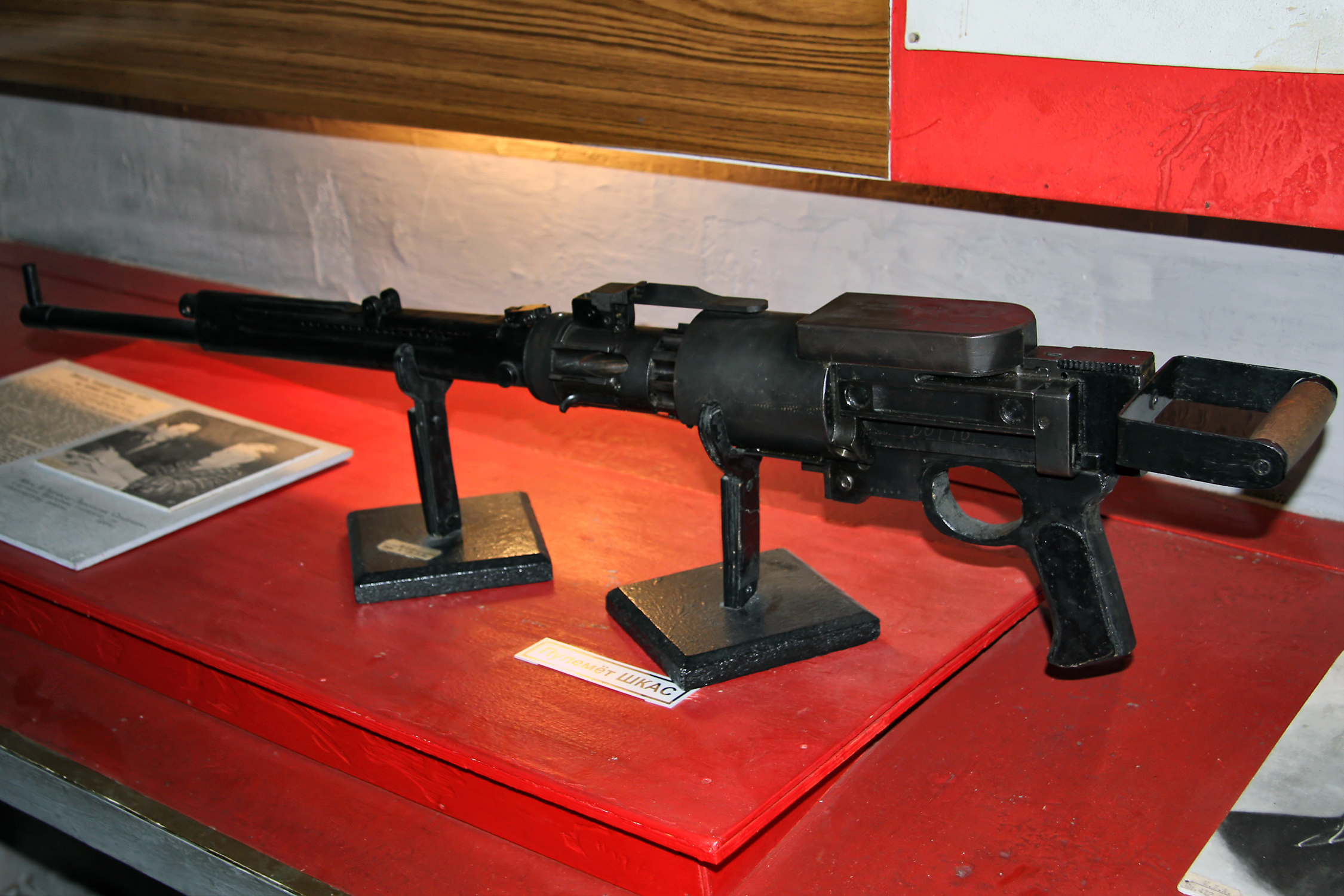
Первый советский скорострельный авиационный пулемёт 7,62-мм ШКАС
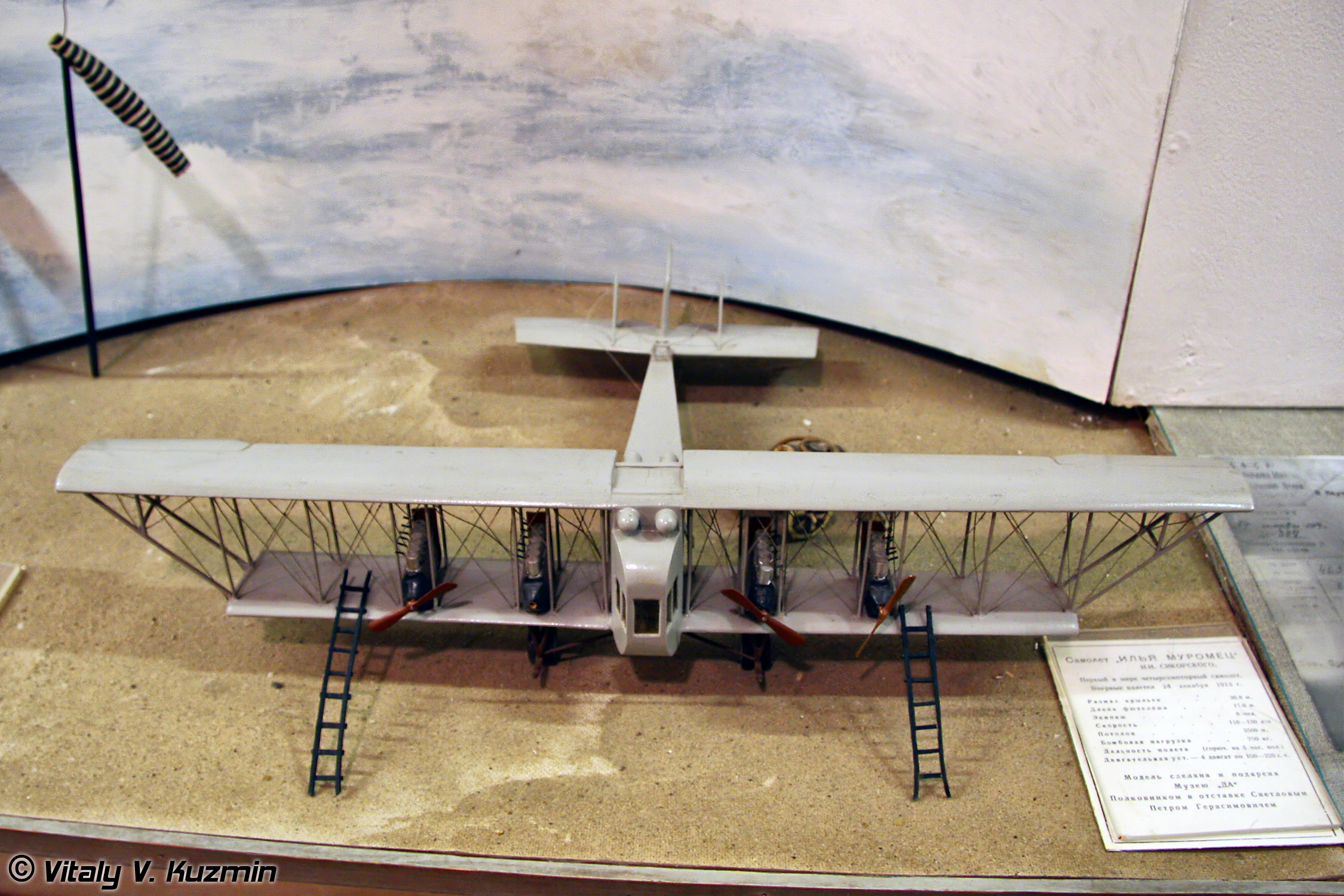
Макет самолета «Илья Муромец» разработки И. И. Сикорского